# Ibrahim Isaac Sidrak
Ibrahim Isaac Sidrak (19. srpna 1955 Beni-Chokeir) je koptský katolický patriarcha alexandrijský a hlava koptské katolické církve.

## Stručný životopis
Narodil se 19. srpna 1955 v Beni-Chokeir. V Patriarchálním Semináři Svatého Lva v Maadi studoval filosofii a teologii. Na kněze byl vysvěcen 7. února 1980. V následujících dvou letech sloužil ve farnosti Archanděla Michaela v Káhiře. Poté byl poslán ke studiu do Říma kde studoval na Papežské univerzitě Gregoriana a získal doktorát z dogmatické teologie. Mezi roky 1990 a 2001 působil jako rektor Patriarchálního semináře v Maadi. Za krátkou dobu roku 2002 sloužil jako farář patriarchální Katedrály Naší Paní Egypta, v Káhiře.
Dne 5. října 2002 byl zvolen biskupem Minji. Biskupské svěcení přijal 15. listopadu 2002 z rukou kardinála Stéphanose II. Ghattase a spolusvětiteli byli; Antonios Naguib, Morkos Hakim, Youhanna Golta, Andraos Salama, Kyrillos Kamal William Samaan, Youhannes Ezzat Zakaria Badir a Makarios Tewfik.
Funkci biskupa Minji vykonával do 15. ledna 2013 kdy jej Synod Koptské katolické církve zvolil nástupcem patriarchy Antoniose Naguiba který rezignoval ze zdravotních důvodů, poté co měl mrtvici, trpěl částečným ochrnutím a podstoupil operaci mozku. Patriarcha Sidrak požádal papeže Benedikta XVI. o církevní společenství a ten mu odpověděl po třech dnech od zvolení 18. ledna 2013.